# Vajzai halomsírok
A vajzai halomsírok (albán tumat e Vajzës) bronz- és vaskori halomsírok Albánia délnyugati részén, Vlora városától délkeleti irányban, légvonalban 20, közúton 32 kilométerre, a Shushica völgyétől keletre, a Griba-hegység északnyugati előterében. Vajza falut átszeli az SH76-os jelű főút.

## Régészeti leírása
A Vajza határában lévő halomsíroknál a második világháború után, Frano Prendi irányításával indultak meg az ásatások, az első eredményeket 1957-ben publikálták.
A sírmellékletek anyaga alapján a vajzai halomsírokat különösen hosszan használta temetkezési helyként a környék korabeli népe. A nagy számban előkerült minószi típusú edények, tőrök és dárdahegyek alapján az első temetéseket a bronzkor középső szakaszára, az i. e. 19–17. századra keltezték a kutatók. Szintén figyelemre méltó, egyben a dél-itáliai kulturális kapcsolatokról vall az a rövid, 38 centiméteres pengehosszúságú trianguláris bronztőr, amelyet a vélhetően az i. e. 18–15. század között élt helyi bronzműves mester geometrikus szalagmintázattal díszített. Az i. e. 14–13. századi késő bronzkori rétegekből a mükénéi civilizációval való élénk kapcsolatokat bizonyító fegyveranyag került elő: mükénéi típusú bronzkardok, görbe pengéjű bronzkések, levél alakú dárdahegyek bukkantak felszínre az ásatások során. A fazekasművességet ugyanebben a korszakban, valamint a vaskor korai szakaszában az égei hatásoktól mentes, helyi edénytípusok jellemezték, amelyek analógiái a mai Albánia területének más régészeti helyszíneiről is leírták. Így például a szegényesen díszített vajzai szürkekerámia párhuzamai, vagy a félkör alakú, széles szájú ivóedények Bajkaj és Vodhina halomsírjaiból is ismertek. A vajzai halomsírokba másfél évezreden át temette halottait a korabeli népesség, a legutolsó temetésekre a késő vaskorban, az i. e. 5. század környékén került sor, amikor már a történeti források is az illír szállásterületek déli peremvidékeként tartották számon a mai Vajza környékét.
A 20. század második felének albán régészei ez utóbbi körülményt, azaz hogy Vajza környékét a bronzkoron át a vaskorig kontinuus, az i. e. 5. századi illírek tárgyi kultúrájával rokonítható népességelem lakta, annak igazolásaként értelmezték, hogy már az i. e. 2. évezred során kialakult a régióban később illírek néven ismert etnokulturális csoport (protoillírek).